# Arthur Jonath
Arthur Jonath, född 9 september 1909 i Bentrop i Nordrhein-Westfalen, död 11 april 1963 i Neu-Isenburg i Hessen, var en tysk friidrottare.
Jonath blev olympisk silvermedaljör på 4 x 100 meter vid sommarspelen 1932 i Los Angeles.